# Герб Калинівки
Герб Кали́нівки — один з офіційних символів міста Калинівка, районного центру Вінницької області. Затверджений 26 січня 2009 року рішенням XXII сесії міської ради. 
Автор герба — Юрій Пасічник.

## Опис
Згідно з текстом Положення про використання герба міста Калинівка:

| Герб міста Калинівки виконаний в традиційній формі іспанського щита із закругленою нижньою частиною, прикрашеної золотим картушем та срібною короною з трьома вежами, що символізують статус міста і адміністративне підпорядкування. Щит пересічений, в червоному полі — золоте сонце, в зеленому полі підстави — розщеплена срібна стріла і чотири восьмипроменеві золоті зірки по обидві сторони від неї. |

## Символіка герба
Золоте сонце — старовинна емблема Подільської землі, відома з початку XV ст. — символізує добробут, розквіт, щедрість і багатство краю, належність міста до історичного Поділля (Вінницької області).
Срібна стріла — символ руху, руху, підйом, а також елемент герба Калиновських, з родом яких пов'язане підставу Калинівки.
Золоті зірки — символізують чотири населені пункти, які увійшли до складу міста — Варшицю, Вольхову, Калинівку, Шевченовку.
Червоний колір на щиті — символізує колір калини.
Зелений колір — щедрий Подільський край, рівнинну місцевість, на якій заснована Калинівка.
Символіка кольорів:
- Золото — знак багатства, добробуту, сили.
- Срібло — чистоту, непорочність.
- Зелений колір — символізує надію, достаток, свободу і радість.
- Червоний колір — великодушність, мужність, відвагу, сміливість.